# Ameiva concolor
Espèce
Synonymes
- Ameiva bifrontata concolor Ruthven, 1924

Ameiva concolor est une espèce de sauriens de la famille des Teiidae.

## Répartition
Cette espèce est endémique du Pérou.

## Publication originale
- Ruthven, 1924 : The subspecies of Ameiva bifrontata. Occasional Papers of the Museum of Zoology, University of Michigan, no 155, p. 1-6 (texte intégral).